# 永山尚太
永山 尚太（ながやま しょうた、1977年7月30日 - ）は日本の歌手。沖縄県那覇市出身。血液型O型（彼曰く、両親もO型である）。

## 概要
織田哲郎主催のオーディション合格後、織田プロデュースの「太陽（てぃだ）ぬ花」でデビュー。2006年には、織田から離脱し、BEGINの上地等をプロデュースに迎えた。

## ディスコグラフィー

### シングル
1. 太陽（てぃだ）ぬ花(2005/06/22) (映画「ニライカナイからの手紙」主題歌)
2. 幸い住む島(2006/07/26)
3. ありがとう(2006/10/14)
4. ぼくらの道(2007/10/24) (weather info. 2007年10月のテーマ)
5. 雪月花(2014/02/19)

### アルバム
1. ぼくのうた(2006/12/06)

### ラジオ
- SHOWTA'S VOICE -（KBCラジオ）
- 匠の音〜永山尚太の“なんくるないさぁ”〜 -（文化放送）

| 文化放送 火曜26:00〜26:30枠 | 文化放送 火曜26:00〜26:30枠            | 文化放送 火曜26:00〜26:30枠               |
| 前番組                      | 番組名                                 | 次番組                                    |
| --------------------------- | -------------------------------------- | ----------------------------------------- |
| 黒川芽以のラジとも          | 匠の音〜永山尚太の“なんくるないさぁ”〜 | 工藤慎太郎 愛でいこうぜ! （26:00〜27:00） |

### その他
- 「掌〜てのひら」（KBCラジオ・チャリティー・ミュージックソン2008年度テーマ曲、作曲：桜田まこと、歌：永山尚太)